# تيريز ريفيير

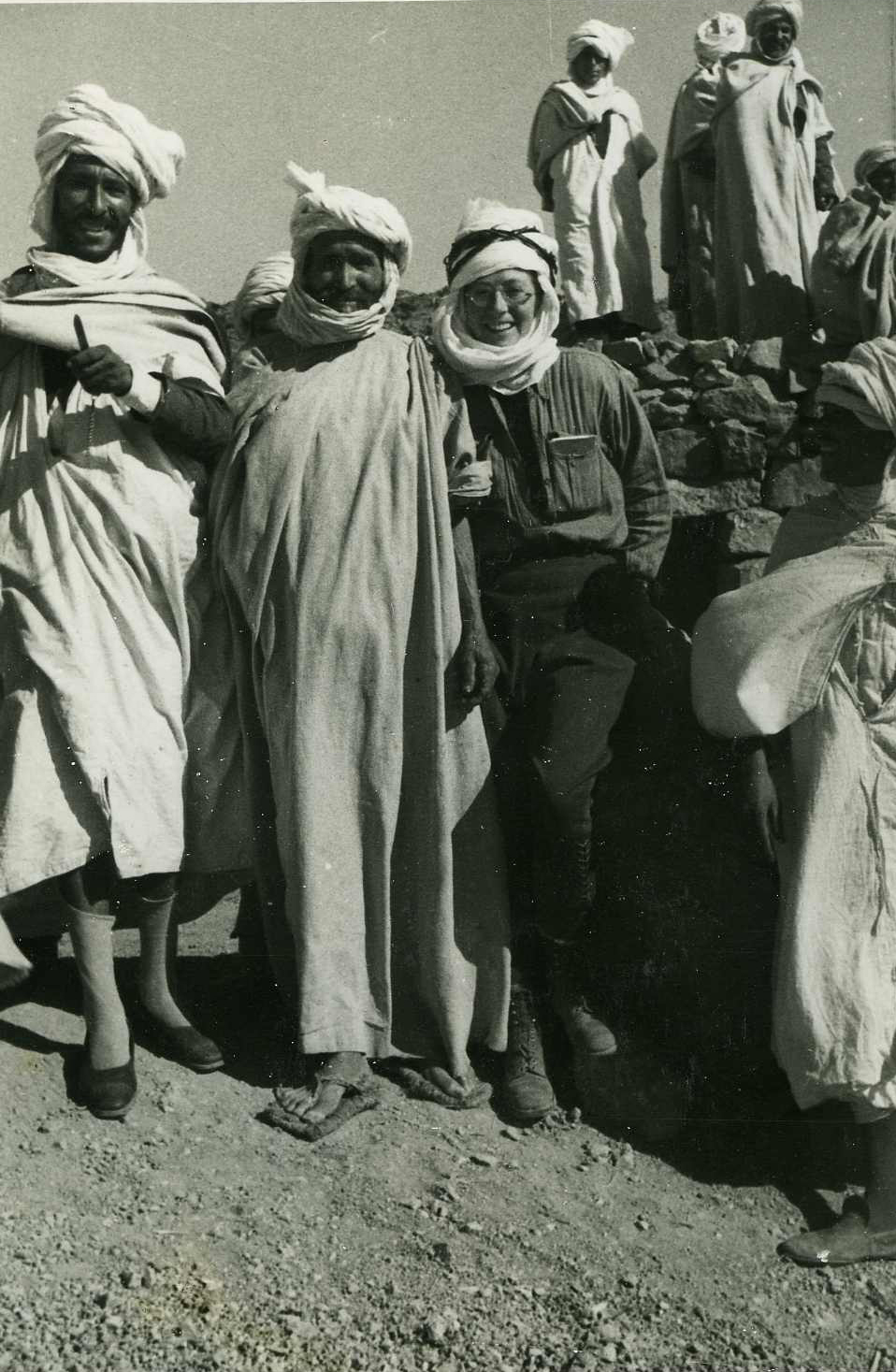
تيريز ريفيير رفقة مرشديها في الأوراس سنة 1936

تيريز مارغريت هنرييت ريفيير، ولدت يوم 31 ديسمبر 1901 في باريس وتوفيت يوم 21 نوفمبر 1970 في بلوجيرنفيل (بريتاني شمال فرنسا) هي عالمة إثنولوجية فرنسية.

## السيرة الذاتية
هي الأخت الصغرى لجورج هنري ريفيير وابنة أخت الرسام جان بيار ريفيير. عانت من اضطراب القطبية الثنائية، فمسيرتها المهنية التي كانت واعدة أعاقتها الاعتلالات النفسية المتتالية. توفيت عام 1970 بعد 22 عاما من الحجز في مؤسسة أمراض نفسية.

### سنوات التكوين
حصلت تيريز ريفيير على شهادة التعليم الابتدائي العالي من القسم الصناعي. كانت لها موهبة الرسم وأصبحت مصممة صناعية في شركة ميشلان عام 1921. ولأنها كانت المرأة الوحيدة في مكان شغل للرجال، نقلتها والدتها إلى مكتب في الشركة. بعد ذلك استأنفت تيريز دراسات الرسم لمدة عامين في مدرسة اللوفر ومعهد علم الأحافير البشرية بعد أن ورثت إرثا معتبرا من جدتها لو. في الوقت نفسه، كانت تيريز تتدرب كممرضة في الصليب الأحمر.
بعد العديد من الوظائف كمصممة صناعية، تم تعيينها في سبتمبر 1928 من قبل شقيقها جورج هنري ريفيير لمساعدته في منصبه الجديد كنائب مدير متحف تروكاديرو لعلم الأعراق. شغلت مناصب مختلفة داخل المتحف وخبرتها في ميشلان أقنعت المتحف باستخدام آلة كاتبة لأول مرة.
استأنفت دراستها في معهد علم الأعراق، تحت إشراف مارسيل موس، وتخرجت عام 1931. منذ عام 1934، تم تعيينها كرئيسة لقسم جديد اسمه إفريقيا البيضاء والشام من قبل بول ريفت.

### بعثة الأوراس (1934-1936)
انطلاقا من ديسمبر 1934، ذهبت تريز ريفيير إلى الجزائر لمدة عام لدراسة المجموعة الإثنية الشاوية في الأوراس. تم اختيارها كرئيسة للبعثة من قبل المديرين الثلاثة لمعهد باريس للإثنولوجيا، لوسيان ليفي-بريل، ومارسيل موس، وبول ريفيه. انضمت إلى البعثة أيضا جيرمان تيون، والتي كانت تلميذة مارسيل موس. تم تحديد هذه البعثة من قبل المتخصص في الشأن الإفريقي هنري لابوريه في إطار مهمة إثنوغرافيا للمعهد الدولي للغات والحضارات الأفريقية في لندن، والتي يشارك في إدارتها.
وصلت المرأتان في 11 يناير 1935 إلى آريس، وهي البلدة التي عينتها الإدارة الإستعمارية الفرنسية وقتها لتكون عاصمة مقاطعة الأوراس الشاسعة. استقرت الشاباتان في البداية في منعة التي تقع غرب آريس، ثم في أبريل من سنة 1935 اتجهنا المربين والمزارعين على الجانب الصحراوي من سلسلة جبل أحمر خدو، في دوار تاجموت أحد أفقر القرى في هذه المنطقة الجبلية. استقروا مع قبيلة بني ملكم، ثم في يونيو، مع جيرانهم الغربيين، قبيلة أولاد عبد الرحمن، كما قامت بمهمة متابعة للسراحنة والشرفة في دوار كيمل.
ميدانيا، درست تيريز ريفيير بشكل خاص التقنيات التقليدية (الزراعة، والنسيج، وما إلى ذلك) بينما درست جيرمان تيون العادات والتقاليد. تم تجديد المنحة الأولية لمدة عام واحد وبعدها عادت تيريز ريفيير إلى باريس عام 1936.
قدمت موضوع أطروحتها «الأوراس - الجزائر - الطقوس الزراعية عند قبيلة شبه بدوية (أولاد عبد الرحمن) وعند قبيلة مستقرة (ألاد ناصر في أمنطان» إلى قسم العلوم الدينية في المدرسة التطبيقية للدراسات العليا.

### متحف الإنسان
جمعت تيريز ريفيير 857 قطعة من «بعثة الأوراس»، بينما جمعت جيرمان تيون 130 قطعة. وقد قامت تيريز ريفيير بالتعليق وأرشفة كل قطعة بنفسها وانتهت من ذلك سنة 1944، حيث شملت تعليقاتها أسماء الحرفيين الذين صنعوها، وكذلك صور مراحل صنعها واستعمالها. نتائج البعثة تم عرضها في متحف الإنسان في معرض اسمه «الأوراس» ابتداءا من يوم 28 مايو من سنة 1943. جاك فوبلي كان وقتها مكلفا بالمعرض بسبب مرض تيريز ريفيير وبسبب اعتقال جيرمان تيون بسبب انخراطها في شبكة لمقاومة الاحتلال الألماني لفرنسا.

### حبسها في المصحات العقلية
بعد أربع أيام بعد عرض فيلمها في قاعة المتحف، في 5 ديسمبر سنة 1945 تم ادخالها للمستشفى مرة أخرى، في البداية في مستشفى سانت-آن، ثم في عيادة صحية. إستطاعت العودة إلى الأوراس بعد ذلك بين شهر سبتمبر 1946 ويوليو 1947. استمرت في التنقل بعدها من عيادة صحية إلى أخرى، قبل أن يتم حبسها في مستشفى الأمراض النفسية في بلوجيرنيفيل إلى غاية وفاتها يوم 21 نوفمبر 1970.

## إرثها
استطاعت جمع 857 قطعة، و 3000 صورة، بالإضافة إلى حوالي عشرين دفتر ملاحظات ميداني، وهي موجودة الآن في متحف كي برانلي.

## منشورات تيريز ريفيير

### مقالات
- " العادات الزراعية للأوراس- الوادي الأبيض (إغزر أملال) ووادي عبدي (إغزر ن عبدي) »، دراسات ووثائق بربرية، كتيب رقم 3
- مجموعة من 42 أغنية شاوية من الثلاثينيات، وثائق جمعتها تيريز ريفيير
- " وشوم بربرية في الأوراس »، دراسات ووثائق بربرية، كتيب رقم 6
- " في جنوب الأوراس عام 1935 : دراسة وصفية لاحتفالات العرس والختان والحج عند أولاد عبد الرحمن »، دراسات ووثائق بربرية، كتيب رقم 8
- «السكن عند أولاد عبد الرحمن شاوية الأوراس»، إفريقيا، المجلد الحادي عشر الجزء الثالث، 1938، الصفحة 294-311
- «تربية النحل عند أولاد عبد الرحمن الجبليين في الجهة الجنوبية للأوراس» مجلة المجتمع الإفريقاني، المجلد الثالث عشر، 1943، الصفحة 95-107

### الكتب
- Catalogue des collections de l'Aurès (بالفرنسية). Paris: Musée de l'Homme. 1943..
- Aurès, Algérie, 1935-1936. Photographies de Thérèse Rivière (بالفرنسية). Paris: Éditions de la maison des sciences de l'homme. 1988..

### مقالات نشرها جاك فوبليه بعد وفاتها
- تيريز ريفيير وجاك فوبليه، في جنوب الأوراس عام 1935. الختان والزواج والحج عند أولاد عبد الرحمن» دراسات ووثائق بربرية 1991
- جاك فوبلي «حول تيريز ريفيير (1901-1970) ومهماتها في الأوراس» دراسات ووثائق بربرية 1988
- تيريز ريفيير وجاك فوبليه، وشوم بربرية في الأوراس» دراسات ووثائق بربرية 1989

## فيلموغرافيا
- فيلم الأوراس (1946)، فيلم وثائقي عن مهمة تيريز ريفيير، تم تصويره بنفسها، متاح للاستشارة في المركز الفرنسي للسينيماتوغرافيا والمكتبة الوطنية الفرنسية.

## المعارض
- معرض سنة 2018 : الأوراس1935، مع جيرمين تيون، من7 فبراير 2018 ل15 أبريل 2018D، جناح الشعب، مونبلييه، فرنسا.